# Catàleg Caldwell
El Catàleg Caldwell és un catàleg astronòmic amb 109 cúmuls estel·lars, nebuloses i galàxies per a l'observació d'astrònoms amateurs. La llista va ser compilada per Patrick Caldwell-Moore com un complement del Catàleg Messier.
El catàleg Messier és fet servir freqüentment per astrònoms afeccionats com una llista d'objectes de cel profund d'interès per a observacions, però Moore va pensar que la llista no incloïa molts dels objectes més brillants del cel profund, incloent-hi les Híades el cúmul doble de Perseu (NGC 869 i NGC 884) o NGC 253. A més, a més, va veure que el catàleg Messier que estava completament basat en observacions en l'hemisferi nord excloïa objectes brillants de cel profund com de l'hemisferi sud, com Omega del Centaure, Centaure A, el Joier i 47 del Tucà. Aviat va compilar una llista de 109 objectes (per fer encai la llista d'objectes amb el catàleg Messier, que en té 110) i ho va publicar a Sky and telescope el desembre de 1995.
Des de la seva publicació, el catàleg ha crescut en popularitat i ús entre la comunitat d'astrònoms amateurs. Tanmateix, la llista original és criticada per tenir alguns petits errors de compilació (vegeu la llista més avall), i Moore va ser criticat pel que podia ser percebut com una aproximació egocèntrica en compilar la llista, per l'ús del seu cognom per a anomenar-la i l'ús de números "C" per a canviar de nom objectes amb denominacions més comunes.
Com ja s'ha dit, la llista va ser compilada per objectes ja identificats per astrònoms professionals i sovint observats pels amateurs. A diferència dels objectes en el catàleg Messier, que són llistats en l'ordre en què van ser descoberts, el Caldwell és ordenat per declinació, sent C1 el que està més al nord i C109 el que està més al sud, tot i que dos objectes (NGC 4244 i les Híades) es troben fora de la seqüència. La llista original també va identificar incorrectament el Cúmul S Norma Cluster (NGC 6087) com al NGC 6067 i va etiquetar el Cúmul Lambda del Centaure (IC 2944) com al Cúmul Gamma del Centaure.
Una progressió natural per a l'astrònom amateur que desitgi observar els objectes celestials seria el de veure el catàleg Messier, seguit del catàleg Caldwell i després el catàleg Herschel 400. Després d'aquest exercici, l'observador haurà vist prop de 600 objectes. Tot i que en la suma dels tres catàlegs hi ha 618 objectes llistats, el Herschel 400 en repeteix algun dels altres dos.

## Mapa del catàleg Caldwell

Catàleg Caldwell en el cel

## Nombre d'objectes per tipus en el catàleg Caldwell
| Nebuloses fosques              | 1   |
| Galàxies                       | 35  |
| Cúmul globular                 | 18  |
| Nebuloses                      | 9   |
| Cúmuls d'estrelles             | 25  |
| Cúmuls d'estrelles i nebuloses | 6   |
| Nebuloses planetàries          | 13  |
| Remanents de supernoves        | 2   |
| Total                          | 109 |

## Objectes Caldwell

### Clau
| Cúmul d'estrelles |
| Nebulosa          |
| Galàxia           |

### 1-10
| Número Caldwell | Altres catàlegs | Nom comú                 | Imatge                   | Tipus d'objecte        | Distància a l'objecte en milers d'anys llum | Constel·lació | Magnitud aparent |
| --------------- | --------------- | ------------------------ | ------------------------ | ---------------------- | ------------------------------------------- | ------------- | ---------------- |
| C1              | NGC 188         |                          | NGC 188                  | Cúmul obert            | 4.8                                         | Cefeu         | 8.1              |
| C2              | NGC 40          |                          | NGC 40                   | Nebulosa planetària    | 3.5                                         | Cefeu         | 11               |
| C3              | NGC 4236        |                          | NGC 4236                 | Galàxia                | 7,000                                       | Dragó         | 9.7              |
| C4              | NGC 7023        |                          |                          | Cúmul obert i nebulosa | 1.4                                         | Cefeu         | 7                |
| C5              | IC 342          |                          | IC 342                   | Galàxia                | 13,000                                      | Girafa        | 9                |
| C6              | NGC 6543        | Nebulosa de l'Ull de Gat | Nebulosa de l'Ull de Gat | Nebulosa planetària    | 3                                           | Dragó         | 9                |
| C7              | NGC 2403        |                          | NGC2403                  | Galàxia                | 14,000                                      | Girafa        | 8.4              |
| C8              | NGC 559         |                          |                          | Cúmul obert            | 3.7                                         | Cassiopea     | 9.5              |
| C9              | Sh2-155         | Nebulosa de la Cova      | Nebulosa de la Cova      | Nebulosa               | 2.8                                         | Cefeu         | -                |
| C10             | NGC 663         |                          | NGC 663                  | Cúmul obert            | 7.2                                         | Cassiopea     | 7.1              |

### 11-20
| Número Caldwell | Altres catàlegs   | Nom comú                       | Imatge                         | Tipus d'objecte        | Distància a l'objecte en milers d'anys llum | Constel·lació | Magnitud aparent |
| --------------- | ----------------- | ------------------------------ | ------------------------------ | ---------------------- | ------------------------------------------- | ------------- | ---------------- |
| C11             | NGC 7635          | Nebulosa de la Bombolla        | NGC 7635                       | Nebulosa               | 7.1                                         | Cassiopea     | -                |
| C12             | NGC 6946          |                                | Ngc 6946                       | Galàxia                | 18,000                                      | Cefeu         | 8.9              |
| C13             | NGC 457           | Cúmul de l'Òliba, cúmul d'E.T. | NGC457                         | Cúmul obert            | -                                           | Cassiopea     | 6.4              |
| C14             | NGC 869 i NGC 884 | Cúmul doble, H Persei          | NGC 869 i NGC 884              | Cúmul obert            | 7.3                                         | Perseu        | 4                |
| C15             | NGC 6826          | Nebulosa Parpellejant          | NGC 6826                       | Nebulosa planetària    | 2.2                                         | Cigne         | 10               |
| C16             | NGC 7243          |                                | NGC 7243                       | Cúmul obert            | 2.5                                         | Llangardaix   | 6.4              |
| C17             | NGC 147           |                                | NGC 147                        | Galàxia                | 2,300                                       | Cassiopea     | 9.3              |
| C18             | NGC 185           |                                | NGC 185                        | Galàxia                | 2,300                                       | Cassiopea     | 9.2              |
| C19             | IC 5146           | Nebulosa del Capoll            | Nebulosa del capoll            | Cúmul obert i nebulosa | 3.3                                         | Cigne         | 7.2              |
| C20             | NGC 7000          | Nebulosa de l'Amèrica del Nord | Nebulosa de l'Amèrica del Nord | Nebulosa               | 1.8                                         | Cigne         | -                |

### 21-30
| Número Caldwell | Altres catàlegs | Nom comú          | Imatge   | Tipus d'objecte     | Distància a l'objecte en milers d'anys llum | Constel·lació | Magnitud aparent |
| --------------- | --------------- | ----------------- | -------- | ------------------- | ------------------------------------------- | ------------- | ---------------- |
| C21             | NGC 4449        |                   | NGC 4449 | Galàxia             | 10.000                                      | Llebrers      | 9,4              |
| C22             | NGC 7662        | Bola de neu blava | NGC 7662 | Nebulosa planetària | 3,2                                         | Andròmeda     | 9                |
| C23             | NGC 891         |                   | NGC 891  | Galàxia             | 31.000                                      | Andròmeda     | 10               |
| C24             | NGC 1275        | Perseus A         | NGC1275  | Galàxia             | 230.000                                     | Perseu        | 11,6             |
| C25             | NGC 2419        |                   | NGC 2419 | Cúmul globular      | 275                                         | Linx          | 10,4             |
| C26             | NGC 4244        |                   | NGC 4244 | Galàxia             | 10.000                                      | Llebrers      | 10,2             |
| C27             | NGC 6888        | Nebulosa Creixent | NGC 6888 | Nebulosa            | 4,7                                         | Cigne         | -                |
| C28             | NGC 752         |                   | NGC 752  | Cúmul obert         | 1,2                                         | Andròmeda     | 5,7              |
| C29             | NGC 5005        |                   | NGC 5005 | Galàxia             | 69.000                                      | Llebrers      | 9,8              |
| C30             | NGC 7331        |                   | NGC 7331 | Galàxia             | 47.000                                      | Pegàs         | 9,5              |

### 31-40
| Número Caldwell | Altres catàlegs | Nom comú                                        | Imatge                           | Tipus d'objecte       | Distància a l'objecte en milers d'anys llum | Constel·lació              | Magnitud aparent |
| --------------- | --------------- | ----------------------------------------------- | -------------------------------- | --------------------- | ------------------------------------------- | -------------------------- | ---------------- |
| C31             | IC 405          | Nebulosa de l'Estrella Flamejant                | Nebulosa de l'Estrella Flamejant | Nebulosa              | 1,6                                         | Cotxer                     | -                |
| C32             | NGC 4631        | Galàxia de la Balena                            | Galàxia de la Balena             | Galàxia               | 22.000                                      | Llebrers                   | 9,3              |
| C33             | NGC 6992        | Nebulosa del Vel                                | Nebulosa del Vel                 | Remanent de supernova | 2,5                                         | Cigne                      | -                |
| C34             | NGC 6960        | Nebulosa del Vel                                | Nebulosa del Vel Occidental      | Remanent de supernova | 2,5                                         | Cigne                      | -                |
| C35             | NGC 4889        |                                                 | NGC-4889                         | Galàxia               | 300,000                                     | Cabellera de Berenice      | 11.4             |
| C36             | NGC 4559        |                                                 | NGC 4559                         | Galàxia               | 32,000                                      | Cabellera de Berenice      | 9.9              |
| C37             | NGC 6885        |                                                 | NGC 6885                         | Cúmul obert           | 1.95                                        | Guineueta                  | 6                |
| C38             | NGC 4565        | Galàxia de l'Agulla                             | Galàxia de l'Agulla              | Galàxia               | 32.000                                      | Cabellera de Berenice      | 9,6              |
| C39             | NGC 2392        | Nebulosa Eskimo/Nebulosa de la Cara de Pallasso | NGC 2392                         | Nebulosa planetària   | 4                                           | Constel·lació dels Bessons | 10               |
| C40             | NGC 3626        |                                                 |                                  | Galàxia               | 86.000                                      | Lleó                       | 10,9             |

### 41-50
| Número Caldwell | Altres catàlegs | Nom comú                    | Imatge   | Tipus d'objecte | Distància a l'objecte en milers d'anys llum | Constel·lació           | Magnitud aparent |
| --------------- | --------------- | --------------------------- | -------- | --------------- | ------------------------------------------- | ----------------------- | ---------------- |
| C41             | Mel25           | Híades                      | Híades   | Cúmul obert     | 0,151                                       | Constel·lació del Taure | 0.5              |
| C42             | NGC 7006        |                             | NGC 7006 | Cúmul globular  | 135                                         | Dofí                    | 10.6             |
| C43             | NGC 7814        |                             | NGC 7814 | Galàxia         | 49,000                                      | Pegàs                   | 10.5             |
| C44             | NGC 7479        |                             | NGC 7479 | Galàxia         | 106,000                                     | Pegàs                   | 11               |
| C45             | NGC 5248        |                             | NGC 5248 | Galàxia         | 74,000                                      | Bover                   | 10.2             |
| C46             | NGC 2261        | Nebulosa Variable de Hubble | NGC 2261 | Nebulosa        | 2.5                                         | Unicorn                 | -                |
| C47             | NGC 6934        |                             | NGC 6934 | Cúmul globular  | 57                                          | Dofí                    | 8.9              |
| C48             | NGC 2775        |                             | NGC 2775 | Galàxia         | 55,000                                      | Cranc                   | 10.3             |
| C49             | NGC 2237        | Nebulosa de la Rosetta      | NGC 2237 | Nebulosa        | 4.9                                         | Unicorn                 | -                |
| C50             | NGC 2244        |                             | NGC 2244 | Cúmul obert     | 4.9                                         | Unicorn                 | 4.8              |

### 51-60
| Número Caldwell | Altres catàlegs | Nom comú                | Imatge                  | Tipus d'objecte     | Distància a l'objecte en milers d'anys llum | Constel·lació | Magnitud aparent |
| --------------- | --------------- | ----------------------- | ----------------------- | ------------------- | ------------------------------------------- | ------------- | ---------------- |
| C51             | IC 1613         |                         | C51                     | Galàxia             | 2,300                                       | Balena        | 9.3              |
| C52             | NGC 4697        |                         |                         | Galàxia             | 76,000                                      | Verge         | 9.3              |
| C53             | NGC 3115        | Galàxia de Spindle      | NGC 3115                | Galàxia             | 22,000                                      | Sextant       | 9.2              |
| C54             | NGC 2506        |                         |                         | Cúmul obert         | 10                                          | Unicorn       | 7.6              |
| C55             | NGC 7009        | Nebulosa de Saturn      | NGC 7009                | Nebulosa planetària | 1.4                                         | Aquari        | 8                |
| C56             | NGC 246         |                         | NGC 246                 | Nebulosa planetària | 1.6                                         | Balena        | 8                |
| C57             | NGC 6822        | Galàxia de Barnard      | NGC 6822                | Galàxia             | 2,300                                       | Sagitari      | 9                |
| C58             | NGC 2360        |                         | NGC 2360                | Cúmul obert         | 3.7                                         | Ca Major      | 7.2              |
| C59             | NGC 3242        | Fantasma de Júpiter     | NGC 3242                | Nebulosa planetària | 1.4                                         | Hidra Femella | 9                |
| C60             | NGC 4038        | Galàxies de les Antenes | Galàxies de les Antenes | Galàxia             | 83,000                                      | Corb          | 10.7             |

### 61-70
| Número Caldwell | Altres catàlegs | Nom comú                                            | Imatge                   | Tipus d'objecte     | Distància a l'objecte en milers d'anys llum | Constel·lació  | Magnitud aparent |
| --------------- | --------------- | --------------------------------------------------- | ------------------------ | ------------------- | ------------------------------------------- | -------------- | ---------------- |
| C61             | NGC 4039        | Galàxies de les Antenes                             | Galàxies de les antennes | Galàxia             | 83,000                                      | Corb           | 13               |
| C62             | NGC 247         |                                                     |                          | Galàxia             | 6,800                                       | Balena         | 8.9              |
| C63             | NGC 7293        | Nebulosa de l'Hèlix                                 | NGC 7293                 | Nebulosa planetària | 0.522                                       | Aquari         | 7.3              |
| C64             | NGC 2362        |                                                     | NGC 2362                 | Cúmul obert         | 5.1                                         | Ca Major       | 4.1              |
| C65             | NGC 253         | Galàxia de l'Escultor/Galàxia de la Moneda de Plata | NGC 253                  | Galàxia             | 9,800                                       | Escultor       | 7.1              |
| C66             | NGC 5694        |                                                     |                          | Cúmul globular      | 113                                         | Hidra Femella  | 10.2             |
| C67             | NGC 1097        |                                                     | NGC 1097                 | Galàxia             | 47,000                                      | Forn           | 9.3              |
| C68             | NGC 6729        |                                                     | NGC 6729                 | Nebulosa            | 0.424                                       | Corona Austral | -                |
| C69             | NGC 6302        | Nebulosa de la Cuca                                 | NGC 6302                 | Nebulosa Planetària | 5.2                                         | Escorpí        | 13               |
| C70             | NGC 300         |                                                     | NGC 300                  | Galàxia             | 3,900                                       | Escultor       | 9                |

### 71-80
| Número Caldwell | Altres catàlegs | Nom comú                                                  | Imatge   | Tipus d'objecte        | Distància a l'objecte en milers d'anys llum | Constel·lació  | Magnitud aparent |
| --------------- | --------------- | --------------------------------------------------------- | -------- | ---------------------- | ------------------------------------------- | -------------- | ---------------- |
| C71             | NGC 2477        |                                                           | NGC 2477 | Cúmul obert            | 3.7                                         | Popa           | 5.8              |
| C72             | NGC 55          |                                                           | NGC 55   | Galàxia                | 4,200                                       | Escultor       | 8                |
| C73             | NGC 1851        |                                                           | NGC 1851 | Cúmul globular         | 39.4                                        | Coloma         | 7.3              |
| C74             | NGC 3132        | Nebulosa de l'Anell del Sud/Nebulosa de l'esclat del vuit | NGC 3132 | Nebulosa planetària    | 2                                           | Vela           | 8                |
| C75             | NGC 6124        |                                                           | NGC 6124 | Cúmul obert            | 1.5                                         | Escorpí        | 5.8              |
| C76             | NGC 6231        |                                                           | NGC 6231 | Cúmul obert i nebulosa | 6                                           | Escorpí        | 2.6              |
| C77             | NGC 5128        | Centaure A                                                |          | Galàxia                | 16,000                                      | Centaure       | 7                |
| C78             | NGC 6541        |                                                           | NGC 6541 | Cúmul globular         | 22.3                                        | Corona Austral | 6.6              |
| C79             | NGC 3201        |                                                           | NGC 3201 | Cúmul globular         | 17                                          | Vela           | 6.8              |
| C80             | NGC 5139        | Omega del Centaure                                        | NGC 5139 | Cúmul globular         | 17.3                                        | Centaure       | 3.7              |

### 81-90
| Número Caldwell | Altres catàlegs                                                                                    | Nom comú          | Imatge   | Tipus d'objecte     | Distància a l'objecte en milers d'anys llum | Constel·lació | Magnitud aparent |
| --------------- | -------------------------------------------------------------------------------------------------- | ----------------- | -------- | ------------------- | ------------------------------------------- | ------------- | ---------------- |
| C81             | NGC 6352                                                                                           |                   | NGC 6352 | Cúmul globular      | 18.6                                        | Altar         | 8.2              |
| C82             | NGC 6193                                                                                           |                   | NGC 6193 | Cúmul obert         | 4.3                                         | Altar         | 5.2              |
| C83             | NGC 4945                                                                                           |                   | NGC 4945 | Galàxia             | 17,000                                      | Centaure      | 9                |
| C84             | NGC 5286                                                                                           |                   | NGC 5286 | Cúmul globular      | 36                                          | Centaure      | 7.6              |
| C85             | IC 2391                                                                                            | Cúmul Omicron Vel | IC 2391  | Cúmul obert         | 0.5                                         | Vela          | 2.5              |
| C86             | NGC 6397                                                                                           |                   | NGC 6397 | Cúmul globular      | 7.5                                         | Altar         | 5.7              |
| C87             | NGC 1261                                                                                           |                   | NGC 1261 | Cúmul globular      | 55.5                                        | Rellotge      | 8.4              |
| C88             | NGC 5823                                                                                           |                   | NGC 5823 | Cúmul globular      | 3,4                                         | Compàs        | 7,9              |
| C89             | NGC 6087 (escrit erròniament com a NGC 6067 en l'original, però la seva descripció és el NGC 6087) | Cúmul S Norma     | NGC 6087 | Cúmul obert         | 3,3                                         | Norma         | 5,4              |
| C90             | NGC 2867                                                                                           |                   | NGC 2867 | Nebulosa planetària | 5,5                                         | Quilla        | 10               |

### 91-100
| Número Caldwell | Altres catàlegs | Nom comú                           | Imatge                    | Tipus d'objecte        | Distància a l'objecte en milers d'anys llum | Constel·lació    | Magnitud aparent |
| --------------- | --------------- | ---------------------------------- | ------------------------- | ---------------------- | ------------------------------------------- | ---------------- | ---------------- |
| C91             | NGC 3532        |                                    | NGC 3532                  | Cúmul obert            | 1,6                                         | Quilla           | 3                |
| C92             | NGC 3372        | Nebulosa de l'Eta de la Quilla     | NGC 3372                  | Nebulosa               | 7,5                                         | Quilla           | -                |
| C93             | NGC 6752        |                                    | NGC 6752                  | Cúmul globular         | 13                                          | Gall d'Indi      | 5,4              |
| C94             | NGC 4755        | El Joier                           | NGC 4755                  | Cúmul obert            | 4,9                                         | Creu             | 4,2              |
| C95             | NGC 6025        |                                    | NGC 6025                  | cúmul obert            | 2,5                                         | Triangle Austral | 5,1              |
| C96             | NGC 2516        |                                    | NGC 2516                  | Cúmul obert            | 1,3                                         | Quilla           | 3,8              |
| C97             | NGC 3766        |                                    | NGC 3766                  | Cúmul obert            | 5,8                                         | Centaure         | 5,3              |
| C98             | NGC 4609        |                                    | NGC 4609                  | Cúmul obert            | 4,2                                         | Creu             | 6,9              |
| C99             | -               | Nebulosa del Sac de Carbó          | Nebulosa del Sac de Carbó | Nebulosa fosca         | 0.61                                        | Creu             | -                |
| C100            | IC 2944         | Nebulosa de la Lambda del Centaure | IC 2944                   | Cúmul obert i nebulosa | 6                                           | Centaure         | 4.5              |

### 101-109
| Número Caldwell | Altres catàlegs | Nom comú                       | Imatge                   | Tipus d'objecte        | Distància a l'objecte en milers d'anys llum | Constel·lació  | Magnitud aparent |
| --------------- | --------------- | ------------------------------ | ------------------------ | ---------------------- | ------------------------------------------- | -------------- | ---------------- |
| C101            | NGC 6744        |                                | NGC 6744                 | Galàxia                | 34.000                                      | Gall d'Indi    | 9                |
| C102            | IC 2602         | Cúmul de la Theta de la Quilla | IC 2602                  | Cúmul obert            | 0,492                                       | Quilla         | 1,9              |
| C103            | NGC 2070        | Nebulosa de la Taràntula       | Nebulosa de la Taràntula | Cúmul obert i nebulosa | 170                                         | Orada          | 8,2              |
| C104            | NGC 362         |                                | NGC 362                  | Cúmul globular         | 27,7                                        | Tucà           | 6,6              |
| C105            | NGC 4833        |                                | NGC 4833                 | Cúmul globular         | 19.6                                        | Mosca          | 7.4              |
| C106            | NGC 104         | 47 Tucanae                     | NGC 104                  | Cúmul globular         | 14,7                                        | Tucà           | 4                |
| C107            | NGC 6101        |                                | NGC 6101                 | Cúmul globular         | 49,9                                        | Au del Paradís | 9,3              |
| C108            | NGC 4372        |                                | NGC 4372                 | Cúmul globular         | 18,9                                        | Mosca          | 7.8              |
| C109            | NGC 3195        |                                | NGC 3195                 | Nebulosa planetària    | 5,4                                         | Camaleó        | -                |